# إبراهيم باي
إبراهيم باي هو باي معسكر وحاكم بايلك الغرب ضمن أيالة الجزائر في العهد العثماني. بدأ حكمه سنة 1775.